# GeeksPhone Peak
GeeksPhone Peak es el segundo teléfono inteligente español con el sistema operativo Firefox OS desarrollado por la compañía GeeksPhone. Posee un único botón de inicio, radio FM, doble cámara, pantalla amplia y ranura Micro SD.
Lanzado en abril de 2013, con una gran recepción en ventas, la compañía lo lanzó como modelo para desarrolladores meses antes, junto a su versión menor Keon. A pesar de ser un producto open source contiene componentes propietarios para el núcleo Qualcomm.

## Desarrollo de Peak+
El GeeksPhone Peak+ fue una versión mejorada del original Peak anunciado el 16 de julio de 2013. Sin embargo, esta nueva distribución no fue aprobada por Mozilla por problemas de marca. Se mencionaba que Mozilla estaba buscando una opinión acerca de la "certificación Firefox OS" a favor de empresas independientes como GeeksPhone. GeeksPhone asegura que, a pesar de Mozilla no querer apoyar la resolución de Peak+ con respecto a su antecesor, los componentes serían lo mismo. Durante ese entonces ya venía con una copia autorizada de Firefox OS 1.1.
Geeksphone Peak+ fue cancelado el 28 de noviembre del mismo año. En su lugar, se anunció su sucesor Revolution, modelo lanzado en febrero de 2014, que sólo se comercializaría con la denominación Boot to Gecko por desacuerdo hacia las operadoras y su posibilidad de elegir por única vez entre Android y el mencionado sistema.